# Rajura
Rajura là một thành phố và là nơi đặt hội đồng đô thị (municipal council) của quận Chandrapur thuộc bang Maharashtra, Ấn Độ.

## Địa lý
Rajura có vị trí 19°47′B 79°22′Đ / 19,78°B 79,37°Đ Nó có độ cao trung bình là 181 mét (593 feet).

## Nhân khẩu
Theo điều tra dân số năm 2001 của Ấn Độ, Rajura có dân số 25.842 người. Phái nam chiếm 52% tổng số dân và phái nữ chiếm 48%. Rajura có tỷ lệ 72% biết đọc biết viết, cao hơn tỷ lệ trung bình toàn quốc là 59,5%: tỷ lệ cho phái nam là 77%, và tỷ lệ cho phái nữ là 67%. Tại Rajura, 15% dân số nhỏ hơn 6 tuổi.